# جون دراموند (ملحن)
جون دراموند (بالإنجليزية: Jon Drummond)‏ هو ملحن أسترالي، ولد في 1969.